# Макаревич Олег Леонтійович
Олег Леонтійович Макаревич (нар. 30 грудня 1962) — генерал-лейтенант Збройних сил Російської Федерації, начальник ВУНЦ СВ «Загальновійськова академія ЗС РФ» (2014—2017). З 2019 року — перший заступник начальника Військової академії Генерального штабу Збройних сил Російської Федерації, військовий злочинець, екологічний терорист. 06 червня 2023 року за його наказом було підірвано греблю Каховської ГЕС, що причинило затоплення територій та тяжкі наслідки для екології.

## Біографія
Народився 30 грудня 1962 року у місті Кузнецьк, Пензенської області.
Після навчання у середній школі (суворовському училищі) вступив до Московського вищого загальновійськового командного училища, яке закінчив у 1984 році.
Службу розпочав на посаді командира розвідувального взводу у Групі Радянських військ у Німеччині (ДСВГ). Далі був командиром розвідувальної роти, начальником штабу — заступником командира окремого розвідувального батальйону.
1991 року, завершивши навчання у Військовій академії ім. М. В. Фрунзе проходив службу в Далекосхідному військовому окрузі на посадах командира розвідувального батальйону, начальника штабу — заступника командира полку, командира мотострілецького полку.
1998 року призначений на посаду начальника штабу — заступника командира мотострілецької дивізії в Північно-Кавказькому військовому окрузі.
У 2002 році призначений командиром 42 мотострілецької дивізії, дислокованої в Чеченській Республіці. Ця дивізія одна з перших у російській армії була переведена на контрактний метод комплектування.
У 2006 році, після закінчення Військової академії Генерального штабу ЗС РФ, призначений начальником штабу — першим заступником командувача 22-ї гвардійської армії Московського військового округу.
Військове звання «генерал-майор» надано 21 лютого 2003 року.
У січні 2008 року призначений на посаду командувача 2-ї гвардійської загальновійськової армії Приволзько-Уральського військового округу.
З лютого 2012 по лютий 2013 командував 36-ю загальновійськовою армією Східного військового округу.
З березня 2013 року заступник командувача військ Західного військового округу. У жовтні 2013 року призначений першим заступником командувача військ — начальником штабу Східного військового округу.
З липня 2014 року по вересень 2017 року — начальник Загальновійськової академії Збройних сил Російської Федерації.
З вересня 2017 року по березень 2019 року — начальник Берегових військ ВМФ Російської Федерації — заступник Головнокомандувача Військово-морським флотом.
З лютого 2019 — перший заступник начальника Військової академії Генерального штабу Збройних сил Російської Федерації.

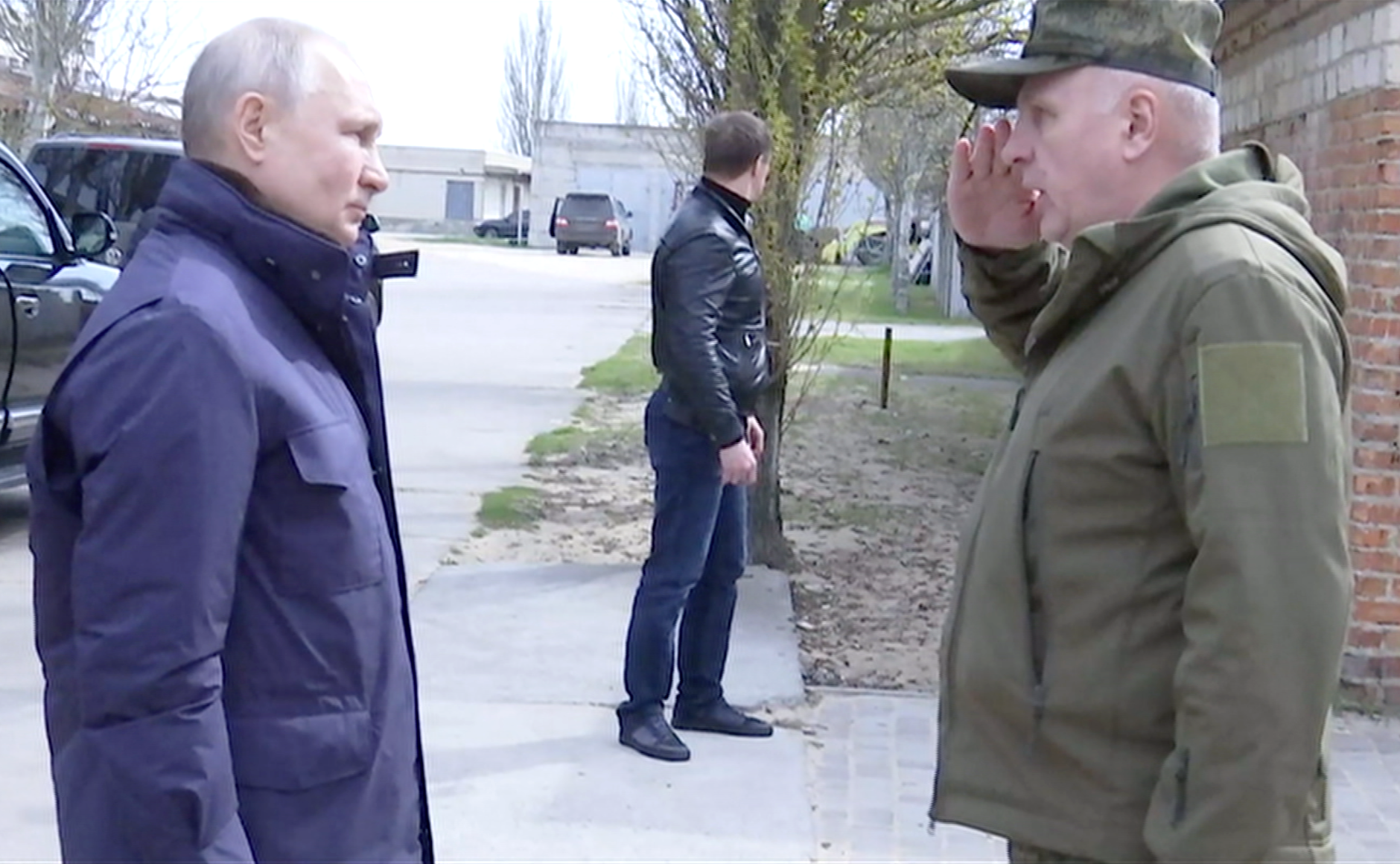
Макаревич із Володимиром Путіним. 17 квітня 2023 року

Брав участь у бойових діях на Північному Кавказі, Сирії.
На квітень 2023 року - командувач угруповання військ "Днепр" на Херсонському напрямку.
29 жовтня 2023 року знятий з посади командувача угрупованням військ  "Днепр", замість нього призначений командувач ВДВ Михайло Теплинський. Причиною відсторонення Макаревича є його крайній ступінь безініціативності командування на цьому напрямку, ігнорування обстановки на землі та невідповідність реальної обстановки його доповідям.

## Сім'я
Одружений. Є донька і син.

## Нагороди
- Орден Мужності
- Орден «За військові заслуги»
- Медаль ордену «За заслуги перед Батьківщиною» ІІ ступеня (із зображенням мечів)
- Орден Пошани
- Орден Жукова
- Орден «За заслуги перед Вітчизною IV» ступеня (із зображенням мечів)

## Родина
Одружений. Виховує доньку та сина.